# Quaranta-sis
El quaranta-sis és un nombre natural que segueix el quaranta-cinc i precedeix el quaranta-set. Segons el sistema de numeració emprat s'escriu 46, XLVI o 四十六. És un nombre parell.
Ocurrències del quaranta-sis:
- és el nombre de cromosomes de l'ésser humà.[1]
- el nombre habitual de dorsal de Valentino Rossi.«[www.valentinorossi.com Valentino Rossi]». [Consulta: 4 desembre 2017].
- el prefix telefònic de Suècia.[2]
- els anys 46, 46 aC i 1946.
- al Japó s'usa per saludar (igual que 10 pot usar-se com adéu en català).[cal citació]
- és el nombre atòmic del Pal·ladi.
- el nombre de llibres de la Bíblia catòlica (comptant com a llibre el de les Lamentacions).[cal citació]
- el departament francès de Lot.[cal citació]
- és un nombre d'Erdős-Woods.[3]